# Вязовский (Башкортостан)
Вязовский (баш. Вязовка) — деревня в Бирском районе Республики Башкортостан Российской Федерации. Входит в состав Бахтыбаевского сельсовета. 

## География

### Географическое положение
Расстояние до:
- районного центра (Бирск): 13 км,
- центра сельсовета (Баженово): 3 км,
- ближайшей ж/д станции (Янаул): 95 км.

## Население
| 2002 | 2009 | 2010 | 2010 |
| ---- | ---- | ---- | ---- |
| 116  | ↗148 | ↘144 | →144 |

Согласно переписи 2002 года, преобладающие национальности — марийцы (53 %), русские (34 %), .